# Pathalgaon
Pathalgaon là một thị xã và là một nagar panchayat của quận Jashpur thuộc bang Chhattisgarh, Ấn Độ.

## Địa lý
Pathalgaon có vị trí 22°34′B 83°28′Đ / 22,57°B 83,47°Đ Nó có độ cao trung bình là 546 mét (1791 feet).

## Nhân khẩu
Theo điều tra dân số năm 2001 của Ấn Độ, Pathalgaon có dân số 14.054 người. Phái nam chiếm 51% tổng số dân và phái nữ chiếm 49%. Pathalgaon có tỷ lệ 70% biết đọc biết viết, cao hơn tỷ lệ trung bình toàn quốc là 59,5%: tỷ lệ cho phái nam là 77%, và tỷ lệ cho phái nữ là 63%. Tại Pathalgaon, 14% dân số nhỏ hơn 6 tuổi.